# Carathéodoryho existenční věta
Carathéodoryho existenční věta nebo Carathéodoryho podmínka existence je matematická věta, která říká, že obyčejná diferenciální rovnice má za relativně mírných podmínek řešení. Věta je zobecněním Peanovy existenční věty. Zatímco Peanova věta vyžaduje, aby pravá strana diferenciální rovnice byla spojitá, Carathéodoryho věta zaručuje existenci řešení (v obecnějším smyslu) i pro některé nespojité funkce. Věta je pojmenovaná po Constantinu Carathéodorym.

## Úvod
Uvažujme diferenciální rovnici
{\displaystyle y'(t)=f(t,y(t))\,}
s počáteční podmínkou
{\displaystyle y(t_{0})=y_{0},\,}
kde funkce ƒ je definovaná na obdélníku
{\displaystyle R=\{(t,y)\in \mathbb {R} \times \mathbb {R} ^{n}\,:\,|t-t_{0}|\leq a,|y-y_{0}|\leq b\}.}
Peanova existenční věta tvrdí, že jestliže ƒ je spojitá, pak diferenciální rovnice má v okolí počáteční podmínky alespoň jedno řešení.
Je však možné uvažovat i diferenciální rovnice s nespojitou pravou stranou, jako je rovnice
{\displaystyle y'(t)=H(t),\quad y(0)=0,}
kde H je Heavisideova funkce definovaná vztahem
{\displaystyle H(t)={\begin{cases}0,&{\text{jestliže }}t\leq 0;\\1,&{\text{jestliže }}t>0.\end{cases}}}
Pak dává smysl považovat náběhovou funkci
{\displaystyle y(t)=\int _{0}^{t}H(s)\,\mathrm {d} s={\begin{cases}0,&{\text{jestliže }}t\leq 0;\\t,&{\text{jestliže }}t>0\end{cases}}}
za řešení této diferenciální rovnice. I když, přesně řečeno, tato funkce nevyhovuje diferenciální rovnici v bodě {\displaystyle t=0}, protože náběhová funkce tam není derivovatelná. Nabízí se možnost rozšířit podmínky, aby dovolovaly i řešení, která nejsou všude derivovatelná, což vede k definici:
Funkce y se nazývá řešením diferenciální rovnice {\displaystyle y'=f(t,y)} s počáteční podmínkou {\displaystyle y(t_{0})=y_{0}} v rozšířeném smyslu, jestliže
- y je absolutně spojitá funkce,
- y vyhovuje diferenciální rovnici skoro všude, a
- y vyhovuje počáteční podmínce[2].

Z absolutní spojitosti y vyplývá, že má derivaci skoro všude.

## Tvrzení věty
Uvažujme diferenciální rovnici
{\displaystyle y'(t)=f(t,y(t)),\quad y(t_{0})=y_{0},\,}
s funkcí {\displaystyle f} definovanou na obdélníku {\displaystyle R=\{(t,y)\,|\,|t-t_{0}|\leq a,|y-y_{0}|\leq b\}}. Jestliže funkce {\displaystyle f} vyhovuje následujícím třem podmínkám:
- {\displaystyle f(t,y)} je spojitá v {\displaystyle y} pro každé pevné {\displaystyle t},
- {\displaystyle f(t,y)} je měřitelná v {\displaystyle t} pro každé pevné {\displaystyle y},
- existuje funkce {\displaystyle m(t)} Lebesgueovsky integrovatelná na {\displaystyle |t-t_{0}|\leq a} taková, že {\displaystyle |f(t,y)|\leq m(t)} pro všechna {\displaystyle (t,y)\in R},

pak diferenciální rovnice má řešení v rozšířeném smyslu v okolí počáteční podmínky.